# William H. Murfree
William Hardy Murfree (* 2. Oktober 1781 im Hertford County, North Carolina; † 19. Januar 1827 im Williamson County, Tennessee) war ein US-amerikanischer Politiker. Zwischen 1813 und 1817 vertrat er den Bundesstaat North Carolina im US-Repräsentantenhaus.

## Werdegang
William Murfree war der Onkel des für den Staat Tennessee wirkenden Kongressabgeordneten David W. Dickinson (1808–1845). Er besuchte bis 1801 die University of North Carolina in Chapel Hill. Nach einem anschließenden Jurastudium und seiner Zulassung als Rechtsanwalt begann er in Edenton in diesem Beruf zu arbeiten. Außerdem wurde Murfree in der Landwirtschaft tätig. Politisch schloss er sich der Demokratisch-Republikanischen Partei an.
In den Jahren 1805 und 1812 wurde Murfree in das Repräsentantenhaus von North Carolina gewählt. Bei den Kongresswahlen des Jahres 1812 wurde er im ersten Wahlbezirk von North Carolina in das US-Repräsentantenhaus in Washington, D.C. gewählt, wo er am 4. März 1813 die Nachfolge von Lemuel Sawyer antrat. Nach einer Wiederwahl konnte er bis zum 3. März 1817 zwei Legislaturperioden im Kongress absolvieren. Die erste diese Amtszeiten war noch von den Ereignissen des Britisch-Amerikanischen Krieges geprägt. Ab 1815 war Murfree Vorsitzender des Ausschusses zur Kontrolle der öffentlichen Ausgaben.
Nach seinem Ausscheiden aus dem US-Repräsentantenhaus lebte er bis 1823 in Murfreesboro. In diesem Jahr zog er in das Williamson County in Tennessee, wo er ein Anwesen besaß. Dort ist er am 19. Januar 1827 auch verstorben.